# North Flying
North Flying A/S ist eine dänische Fluggesellschaft mit Sitz und Basis auf dem Flughafen Aalborg in Nørresundby.

## Unternehmen
North Flying führt VIP-, Passagiercharter- und Frachtflüge durch. Das Unternehmen betreibt auch Flugzeugmanagement sowie Luftfahrzeug-Instandhaltung in ihrem Hangar am Flughafen Aalborg. North Flying hat eine eigene Abteilung mit eigener Webseite für Ambulanzflüge gegründet.

## Geschichte
Das Unternehmen wurde 1963 als Norfly School and Round Flight vom Fotografen J. Steffensen gegründet. Die Basis war der Flughafen Thisted. Im Jahr 1970 wurde das Unternehmen Aalborg Flying Centre übernommen und man zog im folgenden Jahr in den neu gebauten Hangar am Flughafen Aalborg. Gleichzeitig wurde der Name in den aktuellen Namen geändert.
Im Jahr 1994 fusionierte das Unternehmen mit der norwegischen Nordic Air. North Flying kaufte 1996 Aalborg Airtaxi und 1998 Falck Air.

## Flotte
Mit Stand März 2023 besteht die Flotte der North Flying aus elf Flugzeugen:
| Flugzeugtyp            | Anzahl | bestellt | Anmerkungen | Sitzplätze |
| ---------------------- | ------ | -------- | ----------- | ---------- |
| Cessna Citation II     | 01     |          |             | 6–10       |
| Cessna Citation III    | 03     |          |             | 9          |
| Cessna Citation VII    | 01     |          |             | 7          |
| Diamond DA42 Twin Star | 01     |          |             | 2–3        |
| Fairchild Metroliner   | 04     |          |             | 19         |
| Learjet 35             | 01     |          |             | 8          |
| Gesamt                 | 11     | –        |             |            |